# Lanceiros Alemães
Corpo de Lanceiros Alemães foi um grupo de cavalaria do Exército Brasileiro constituído de imigrantes alemães, organizado no Rio de Janeiro, em 1825, para combater na Guerra da Cisplatina.
Era parte do Corpo de Estrangeiros, sendo organizado por Otto Heise a partir de membros do 2º e 3º Batalhões de Granadeiros, no seu início era constituído de 80 a 100 integrantes, muitos deles sem experiência anterior de montaria.
Seu uniforme contrastante com a penúria de outros batalhões, era um colete azul escuro com gola verde, punho e ombreiras verdes debruados de amarelo, listras amarelas nas calças, chapéus amarelos com um grande sol com o monograma do imperador.
Foi o único corpo que no Império teve a denominação de lanceiros. Sendo no 1º Reinado, também o único corpo de cavalaria, junto com os Guaranis das Missões, que eram armados de lança, sendo os demais Corpos de Cavalaria armados com espada e com armas de fogo.
Participaram da Batalha do Passo do Rosário, na Guerra Cisplatina, sendo depois assimilados à 2a Brigada de Cavalaria. Após a paz retornaram a Porto Alegre. Foram desmobilizados junto com as outras unidades de estrangeiros, logo após a Revolta dos Mercenários. O esquadrão foi dissolvido em 4 de maio de 1831.